# Leucofisetinidina
La leucofisetinidina, con fórmula química C15H14O6, es un flavan-3,4-diol (leucoantocianidina), un tipo de sustancia fenólica natural. Es el monómero de unos taninos condensados denominados profisetinidinas. Estos taninos se pueden extraer del duramen de Acacia mearnsii o del tronco de Schinopsis balansae, quebracho colorado y del extracto de quebracho comercial.